# Железничка станица Овчар Бања
Железничка станица Овчар Бања је од железничких станица на прузи Краљево—Пожега. Налази се у насељу Овчар Бања у граду Чачку. Пруга се наставља у једном смеру ка Јелен Долу и у другом према према Пријевору. Железничка станица Овчар Бања састоји се из 2 колосека.